# Shanghai Rolex Masters 2015
Shanghai Rolex Masters 2015 — тенісний турнір, що проходив на кортах з твердим покриттям у місті Шанхай, КНР з 12 жовтня. Належав до категорії ATP World Tour Masters 1000.

## Фінальна частина

### Одиночний розряд
Новак Джокович —  Жо-Вілфрід Тсонга 6–2, 6–4

### Парний розряд
Равен Класен /  Марсело Мело —  Сімоне Болеллі /  Фабіо Фоніні 6–3, 6–3